# Ô Nhật
Ô Nhật (tiếng Trung: 烏日區; bính âm: Wū rì qū) là một khu (quận) của thành phố Đài Trung, Trung Hoa Dân Quốc (Đài Loan). Quận có diện tích 43,4032 km², dân số vào tháng 8 năm 2011 là 69.140 người thuộc 20.885 hộ gia đình; mật độ cư trú đạt 1593 người/km².

## Vận chuyển
- THSR Ga Đài Trung

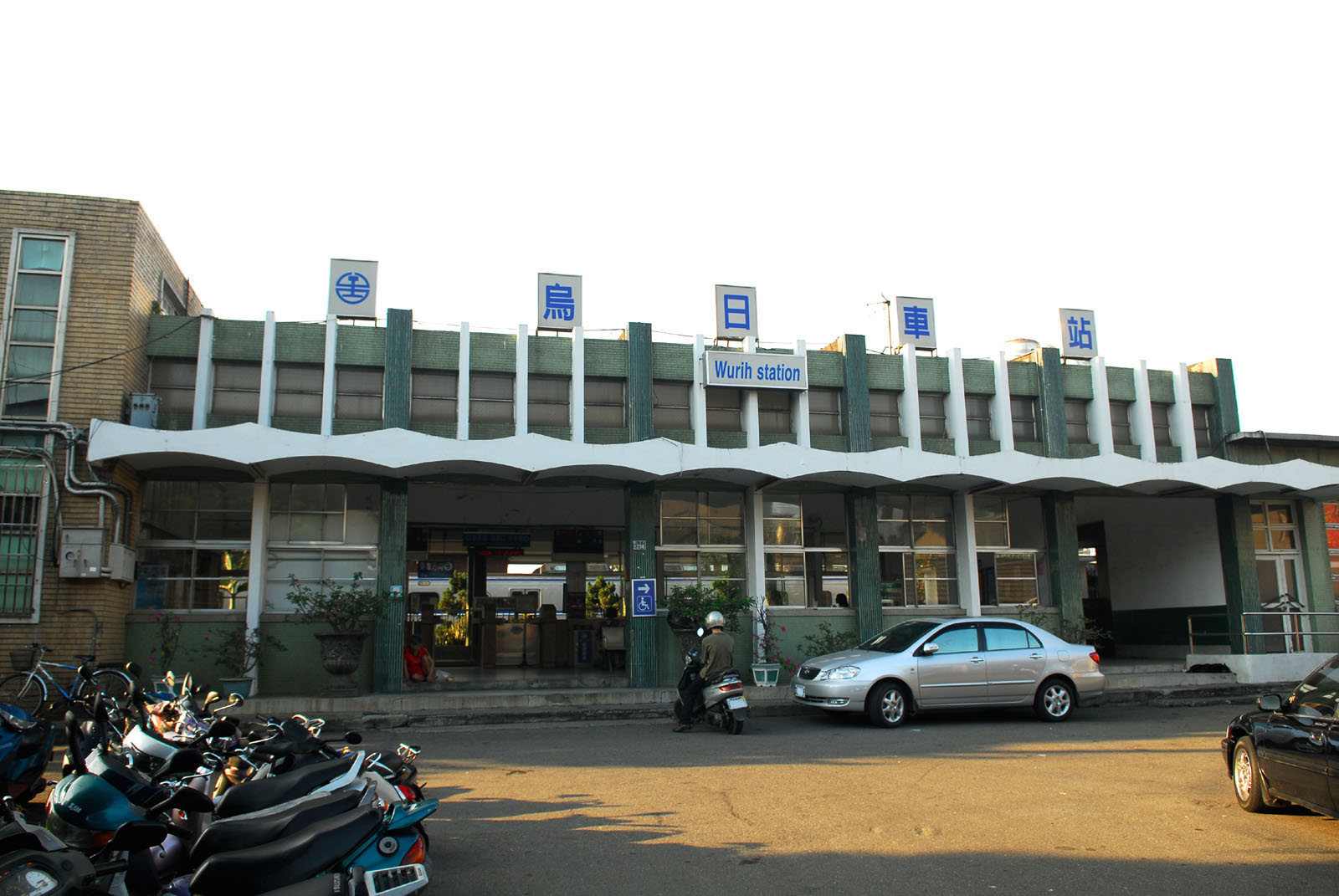
Ga Ô Nhật

- TRA Ga Ô Nhật, Tân Ô Nhật và Thành Công